# Малосергиевский сельсовет
Малосергиевский сельсове́т — муниципальное образование в Тамалинском районе Пензенской области. Имеет статус сельского поселения.
На территории Малосергиевского сельсовета располагаются одна начальная школа (в селе Зубрилово), одна — основная (в селе Малая Сергиевка) и одна — средняя (в селе Варварино); имеются 4 отделения почтовой связи (в сёлах Варварино, Зубрилово, Калиновка, Малая Сергиевка). В селе Малая Сергиевка располагается филиал Сбербанка России.
На территории сельсовета располагается исторический памятник культуры — усадьба князя С. Ф. Голицына (Зубриловка) в селе Зубрилово.

## География
Территория Малосергиевского сельсовета расположена на юге Тамалинского района. Сельсовет граничит: на севере — с районным посёлком Тамала, на северо-западе — с Умётским районом Тамбовской области, на юге — с Ртищевским районом Саратовской области, на востоке — с Сосновским сельсоветом Бековского района Пензенской области.

## История
Малосергиевский сельский совет с населёнными пунктами село Малая Сергиевка, деревня Аннино, деревня Гришино, образован 2 декабря 1996 года. Согласно Закону Пензенской области № 1992-ЗПО от 22 декабря 2010 года, в Малосергиевский сельсовет включены следующие населённые пункты упразднённых сельсоветов: Варваринского — посёлок Березняк, село Варварино, село Войново; Зубриловского — деревня Барышниково, село Зубрилово, деревня Новое Зубрилово, деревня Садовая; Калиновского — село Калиновка, деревня Кашировка.

## Население
| 2002  | 2010  | 2012  | 2013  | 2014  | 2015  | 2016  |
| ----- | ----- | ----- | ----- | ----- | ----- | ----- |
| 1067  | ↘908  | ↗2257 | ↘2190 | ↘2117 | ↘2087 | ↘2050 |
| 2017  | 2018  | 2021  |       |       |       |       |
| ↘2021 | ↘2002 | ↘1765 |       |       |       |       |

## Состав сельского поселения

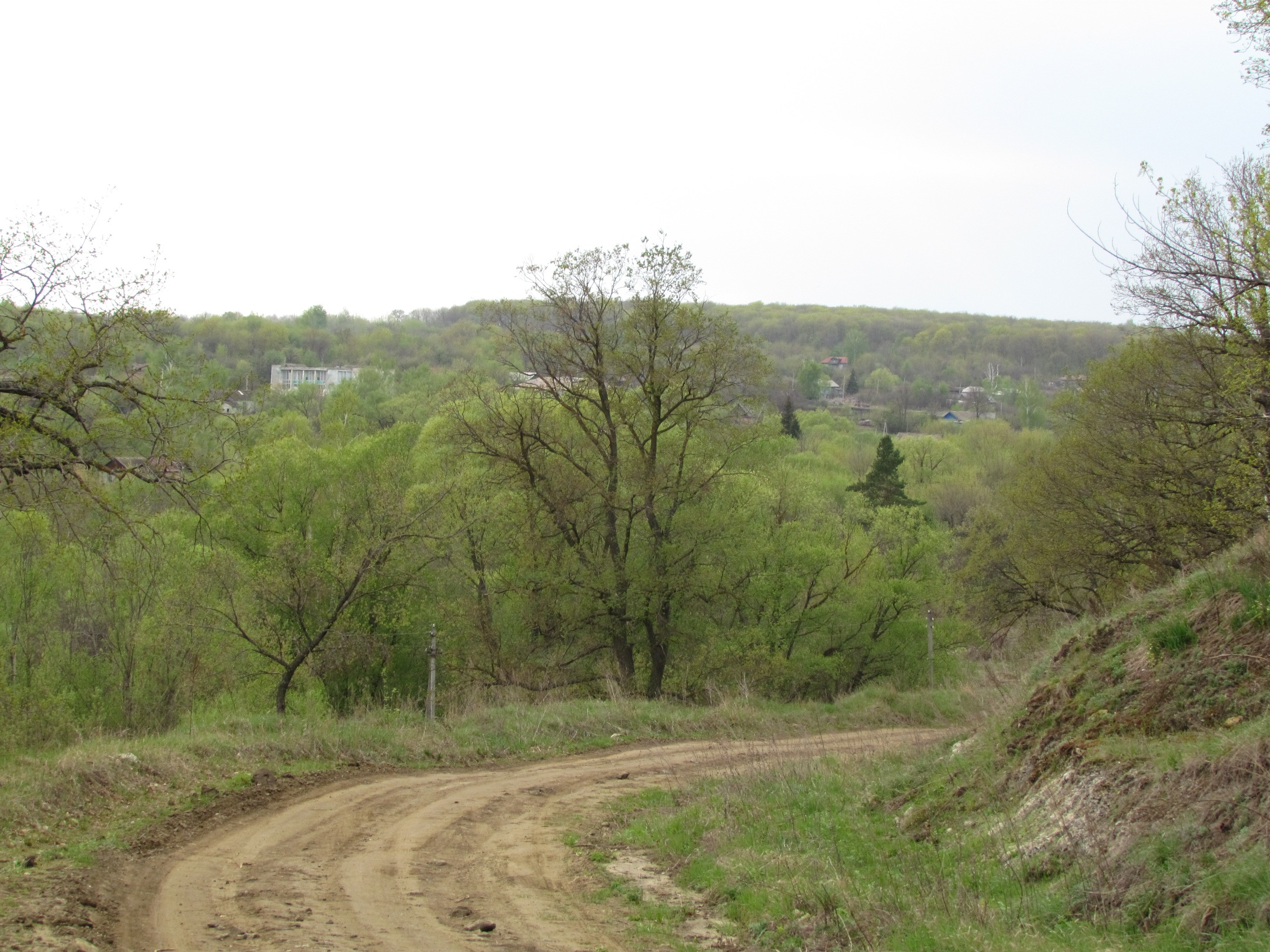
Выезд в Зубрилово со стороны Сосновки. 2015

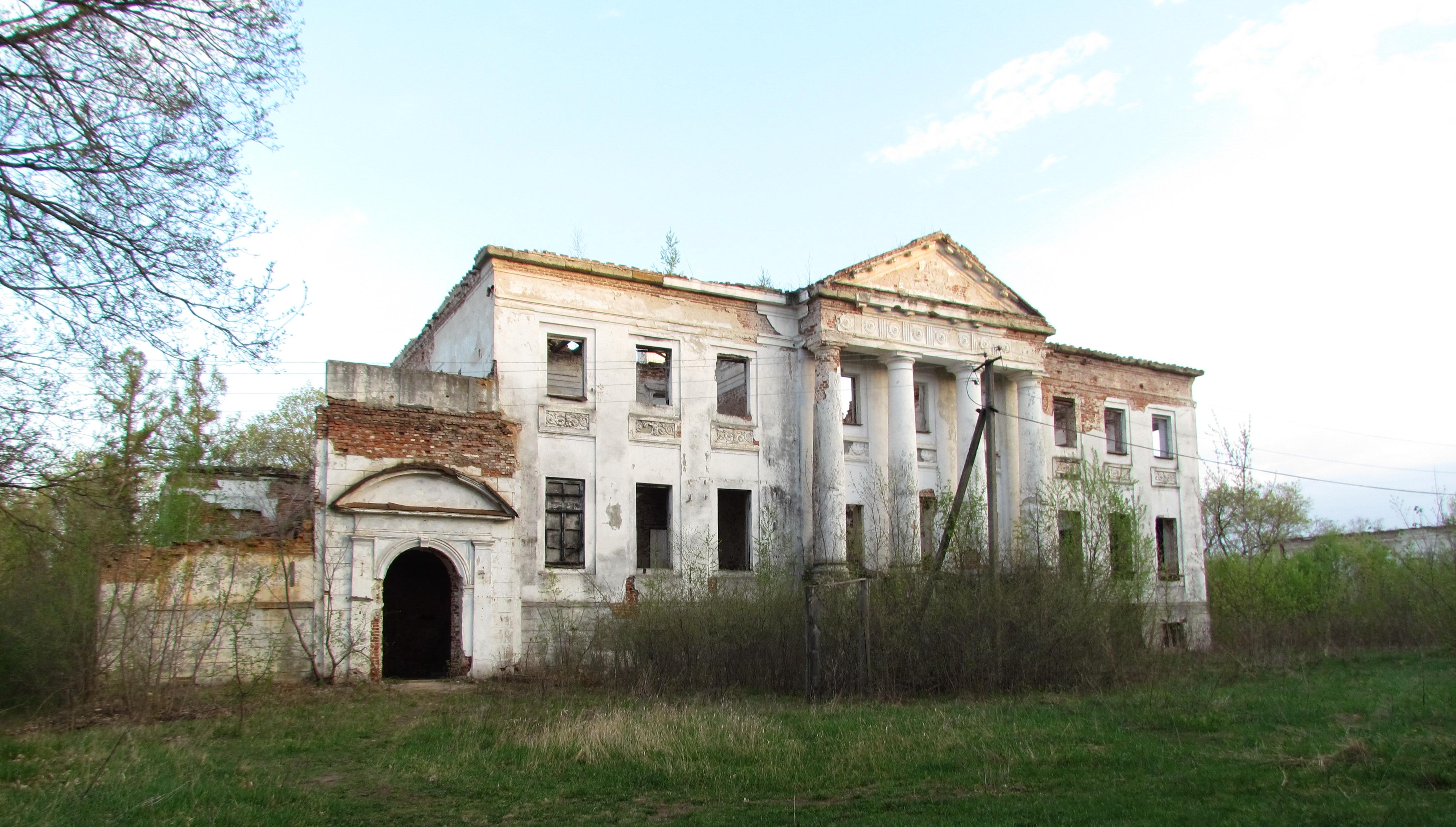
Дворец в усадьбе Зубриловка. 2015

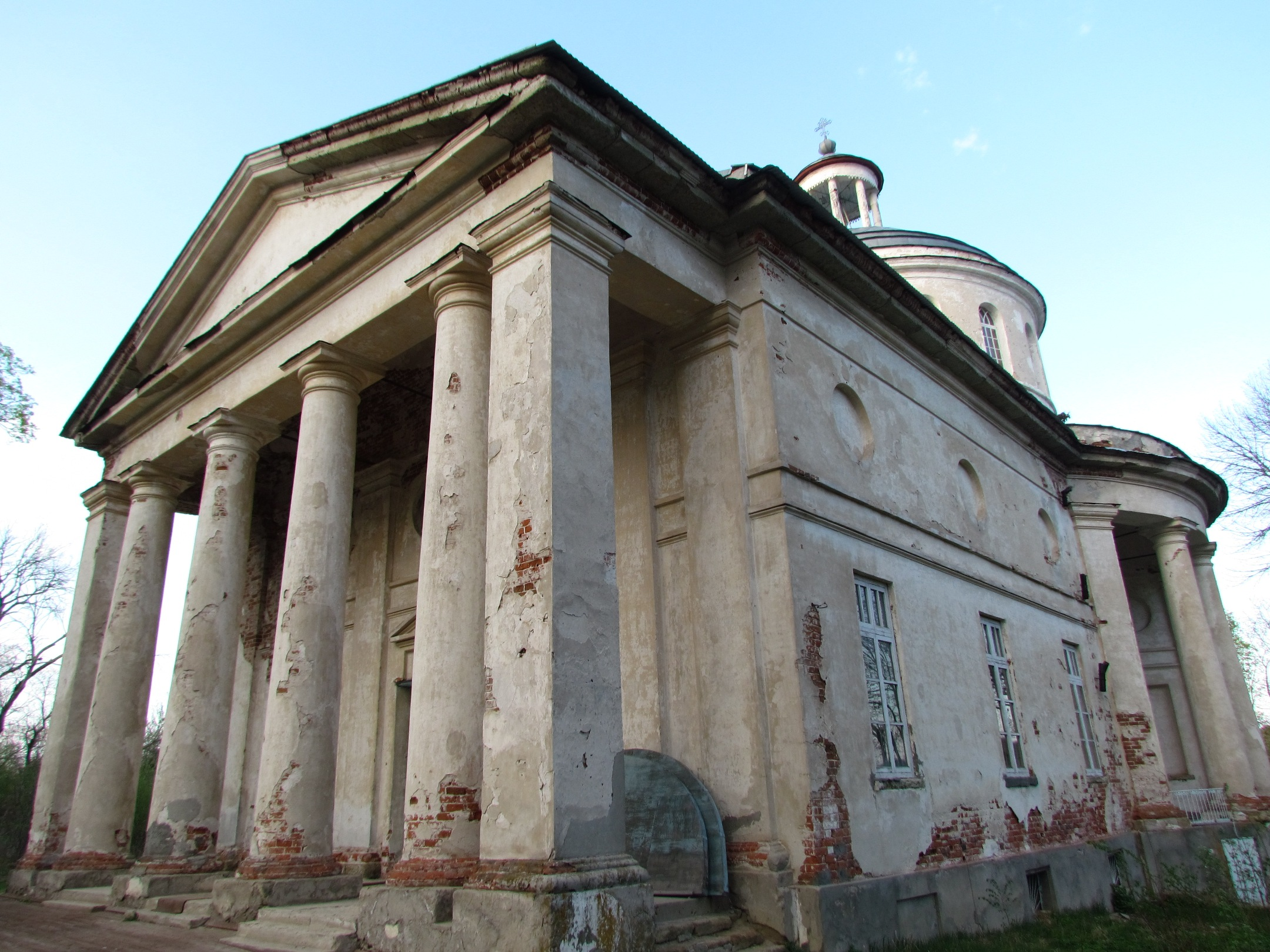
Спасо-Преображенский храм в усадьбе Зубриловка. 2015

В состав поселения входят следующие населённые пункты:
| №  | Населённый пункт | Тип населённого пункта       | Население |
| -- | ---------------- | ---------------------------- | --------- |
| 1  | Аннино           | деревня                      | 40        |
| 2  | Барышниково      | деревня                      | 47        |
| 3  | Березняк         | посёлок                      | 8         |
| 4  | Варварино        | село                         | ↘384      |
| 5  | Войново          | село                         | ↘56       |
| 6  | Гришино          | деревня                      | 119       |
| 7  | Зубрилово        | село                         | ↘275      |
| 8  | Калиновка        | село                         | ↘461      |
| 9  | Кашировка        | деревня                      | 75        |
| 10 | Малая Сергиевка  | село, административный центр | ↘749      |
| 11 | Новое Зубрилово  | деревня                      | 57        |
| 12 | Садовая          | деревня                      | 62        |

## Администрация
442907, Пензенская область, Тамалинский район, с. Малая Сергиевка, ул. Заводская, 1а. Тел.: +7 84169 3-81-44.
Исполняющий обязанности Главы администрации Малосергиевского сельского совета является Тычинин Олег Иванович